# Тер-Аванесян, Давид Вартанович
Давид Вартанович Тер-Аванесян (28 декабря 1909, Асхабад, Закаспийская область, Российская империя — 21 мая 1979, Ленинград, РСФСР, СССР) — советский учёный в области хлопководства, ученик и последователь академика Н.И.Вавилова, доктор биологических наук, профессор, один из крупнейших учёных-растениеводов и генетиков СССР, основоположник направления генетики гамет. Директор Библиотеки Академии наук, заместитель директора по науке и исполняющий обязанности директора ВИР.

## Биография
Родился 28 декабря 1909 года в городе Асхабад Закаспийской области, Российской империи.
В 1931 году Тер-Аванесян поступил в Азербайджанский государственный сельскохозяйственный институт.
В 1940 году защитил диссертацию на соискание учёной степени кандидата сельскохозяйственных наук по теме «Биология цветения хлопчатника».
В 1948 году защитил диссертацию на учёную степень доктора биологических наук, в 1952 году ему было присвоено звание профессора.
В 1965—1966 годах ЦК КПСС направил Тер-Аванесяна на работу в Международную организацию труда при ООН в качестве директора департамента сельского хозяйства.
Тер-Аванесян также являлся председателем Ленинградского отделения Общества советско-индийской дружбы.

## Научные достижения
В период своей научной деятельности, Тер-Аванесян подготовил 30 кандидатов наук, 5 докторов наук. Является автором 163 работ, в том числе 8 монографий. Его научные достижения высоко оценены как в СССР, так и за рубежом. Тер-Аванесян награждён орденом Трудового Красного Знамени. Массачусетский университет в 1975 году организовал Международный симпозиум по вопросам изучения генетики гамет, материалы которого были посвящены Тер-Аванесяну.